# Paulpietersburg
Paulpietersburg est une petite ville du KwaZulu-Natal en Afrique du Sud. Elle fut fondée en 1888 et faisait alors partie de la République du Transvaal. Elle a été nommée ainsi d'après les prénoms du président Paul Kruger et du héros des Voortrekkers Piet Joubert. La ville est située à 72 km au sud de Piet Retief et à 151 km au nord-est de Dundee.

## Histoire
D'abord proclamé township en 1910, elle obtient le statut de municipalité en 1958. Elle prend d'abord le nom  de Paulpietersrust, puis Paulpietersdorp, et enfin Paulpietersburg en 1896.

## Personnalités liées à la ville
- Hans Meyer (acteur)